# Pablo Crer
Pablo Damián Crer (né le 12 juin 1989 à Rosario, dans la province de Santa Fe) est un joueur italo-argentin de volley-ball. Il mesure 2,05 m et joue central. Il totalise 116 sélections en équipe d'Argentine.

## Clubs
| Club                   | De        | À         |
| ---------------------- | --------- | --------- |
| Club Son de Rosario    | 2008-2009 | 2009-2010 |
| Club Villa María Sport | 2010-2011 | 2010-2011 |
| Club Ciudad de Bolívar | 2011-2012 | 2012-2013 |
| Callipo Sport          | 2013-2014 | 2013-2014 |
| Club Ciudad de Bolívar | 2014-2015 | 2018-2019 |
| Trefl Gdańsk           | 2019-2020 | ...       |

## Palmarès
- Coupe panaméricaine
  - Finaliste : 2010
- Championnat d'Amérique du Sud
  - Finaliste : 2011, 2013
- Championnat d'Amérique du Sud des moins de 21 ans (1)
  - Vainqueur : 2008
- Championnat d'Amérique du Sud des moins de 19 ans (1)
  - Vainqueur : 2008
  - Finaliste : 2006